# West Point (Alabama)
 West Point, Alabama és una població dels Estats Units a l'estat d'Alabama. Segons el cens del 2000 tenia 295 habitants.

## Demografia
Segons el cens del 2000, West Point tenia 295 habitants, 114 habitatges, i 89 famílies La densitat de població era de 98,2 habitants/km².
Dels 114 habitatges en un 35,1% hi vivien nens de menys de 18 anys, en un 64% hi vivien parelles casades, en un 7% dones solteres, i en un 21,9% no eren unitats familiars. En el 21,1% dels habitatges hi vivien persones soles el 7,9% de les quals corresponia a persones de 65 anys o més que vivien soles. El nombre mitjà de persones vivint en cada habitatge era de 2,59 i el nombre mitjà de persones que vivien en cada família era de 2,96.
Per edats la població es repartia de la següent manera: un 26,8% tenia menys de 18 anys, un 9,2% entre 18 i 24, un 27,1% entre 25 i 44, un 27,8% de 45 a 60 i un 9,2% 65 anys o més.
L'edat mediana era de 36 anys. Per cada 100 dones hi havia 99,3 homes. Per cada 100 dones de 18 o més anys hi havia 105,7 homes.
La renda mediana per habitatge era de 28.295 $ i la renda mediana per família de 36.875 $. Els homes tenien una renda mediana de 24.821 $ mentre que les dones 19.250 $. La renda per capita de la població era de 14.963 $. Aproximadament l'11% de les famílies i el 12,7% de la població estaven per davall del llindar de pobresa.

## Poblacions properes
El següent diagrama mostra les poblacions més properes.